# Oqtay Əsədov
Oqtay Əsədov (ur. 3 stycznia 1955 w m. Arewis) – azerski inżynier i polityk, przewodniczący Zgromadzenia Narodowego (2005–2020).

## Życiorys
Absolwent azerskiego państwowego instytutu chemicznego (przekształconego później w akademię ADNA). Pracował od 1976 jako majster, a następnie od 1979 jako starszy inżynier i starszy technolog w różnych przedsiębiorstwach i instytucjach. W latach 1996–2005 kierował regionalnym przedsiębiorstwem zaopatrującym w wodę. Został działaczem Partii Nowego Azerbejdżanu. W 2000 został wybrany do krajowego parlamentu, w 2005 został przewodniczącym Zgromadzenia Narodowego. Pełnił tę funkcję również w kolejnych dwóch kadencjach po wyborach w 2010 i 2015 (do 2020).